# Black Is White
Black Is White er en amerikansk stumfilm fra 1920 af Charles Giblyn.

## Medvirkende
- Dorothy Dalton som Margaret Brood / Yvonne Strakosch
- Holmes Herbert som Jim Brood
- Jack Crosby som Frederick Bond
- Clifford Bruce som Demetrious Strakosch
- Claire Mersereau som Lyda Desmond